# Denis Vavro
Denis Vavro (Partizánske, 10 de abril de 1996) es un futbolista eslovaco que juega de defensa en el VfL Wolfsburgo de la 1. Bundesliga.

## Selección nacional
Fue convocado con la selección de fútbol de Eslovaquia para un par de amistosos no oficiales ante la selección de fútbol de Uganda y contra la selección de fútbol de Suecia en 2017.
Marcó su primer gol con la selección contra el combinado de Uganda en esa serie de encuentros.
En marzo de 2019 disputó dos encuentros de clasificación para la Eurocopa 2020 con Eslovaquia, logrando su selección la victoria ante la selección de fútbol de Hungría por 2-0. En el otro partido que disputó, Eslovaquia cayó derrotada por 1-0 frente a la selección de fútbol de Gales.

### Participaciones en Eurocopas
| Copa          | Sede     | Resultado        | Partidos | Goles |
| ------------- | -------- | ---------------- | -------- | ----- |
| Eurocopa 2020 | Europa   | Primera fase     | 0        | 0     |
| Eurocopa 2024 | Alemania | Octavos de final | 4        | 0     |

## Clubes
| Club                      | País       | Año       |
| ------------------------- | ---------- | --------- |
| M. Š. K. Žilina           | Eslovaquia | 2012-2017 |
| F. C. Copenhague          | Dinamarca  | 2017-2019 |
| S. S. Lazio               | Italia     | 2019-2022 |
| S. D. Huesca (cedido)     | España     | 2021      |
| F. C. Copenhague (cedido) | Dinamarca  | 2022      |
| F. C. Copenhague          | Dinamarca  | 2022-2025 |
| VfL Wolfsburgo (cedido)   | Alemania   | 2024-2025 |
| VfL Wolfsburgo            | Alemania   | 2025-     |

## Palmarés

### Títulos nacionales
| Título                  | Club             | País       | Año  |
| ----------------------- | ---------------- | ---------- | ---- |
| Superliga de Eslovaquia | M. Š. K. Žilina  | Eslovaquia | 2017 |
| Superliga de Dinamarca  | F. C. Copenhague | Dinamarca  | 2019 |
| Supercopa de Italia     | S. S. Lazio      | Italia     | 2019 |
| Superliga de Dinamarca  | F. C. Copenhague | Dinamarca  | 2022 |
| Copa de Dinamarca       | F. C. Copenhague | Dinamarca  | 2023 |
| Superliga de Dinamarca  | F. C. Copenhague | Dinamarca  | 2023 |